# Преображение Господне (Бистрица)
„Свето Преображение Господне“ е православен параклис в България, част от землището на село Бистрица, Софийско. Разположен е на около 1840 метра надморска височина на Витоша, на 260 метра югоизточно от хижа „Алеко“ по пътя към местността „Меча поляна“.
Сградата е построена незаконно от частни лица, като, за да се избегнат строгите ограничения за строителство в природния парк „Витоша“, сглобяемата дървена конструкция е монтирана в рамките на няколко дни през декември 2017 година, а строителната администрация само глобява строителя. Параклисът е довършен през пролетта на 2018 година, когато построилите го обявяват, че го подаряват на Българската православна църква. Постройката е разположена върху имот, който е публична държавна собственост.